# Bagler
Les Bagler (en français: Crossards, du vieux norrois Baglar ou Beglingar (au singulier : Begling), du dano-norvégien Bagler, lui-même de bagall, du latin bacullus crosse, sceptre, goupillon) constituent une faction politique norvégienne médiévale proche de l'Église et de la haute aristocratie.

## Origine
Les Bagler s'opposent aux « Birkebeiner », parti populaire opposé à l’aristocratie et à l’Église depuis l'époque du régent Erling Skakke. Ils jouent un grand rôle dans la reprise de la Guerre civile en Norvège entre 1196 et 1217.
Né à l’origine du conflit entre l’archevêque de Nidaros Erik Ivarsson (1188-1206 mort en 1213) et le roi Sverre Sigurdsson, le mouvement devient plus politique lorsque Nicolas Arnesson évêque d’Oslo en prend la tête. Les Bagler se composent des survivants des « Heklung », « Kuflung» et « Varbelg » qui s’étaient opposés au roi Sverre Sigurdsson depuis la mort de Magnus V de Norvège lors de la Bataille de Fimreite en 1184.

## Conflit
Les Bagler renforcés par les troupes recrutée par Reidar Sendiman un gendre de Magnus V pour le compte de l’empereur d’Orient et bénéficiant de la protection de l’archevêque Absalon de Lund choisissent pour anti-roi en 1196 le jeune Inge Magnusson qui sera le « 1er roi des Baglers ».
Bien que vaincus à Oslo, les Bagler vont assiéger Nidaros dont ils s’emparent par trahison en 1197. Mais ils ne peuvent prendre Bergen défendue par le roi lui-même (1198).
Ils sont les maîtres de presque tout le pays lorsqu’ils sont battus au combat naval de Strindsoe (1199) puis à Bergen (1200). Reidar réfugié dans la citadelle de Toensberg doit capituler après cinq mois de siège (1201). Après la mort de Sverre, son fils Håkon III de Norvège entre en négociation avec les représentants de l’Église ce qui entraîne la mort du « roi Inge » abandonné par ses partisans (1202).
Le conflit se ranime dès la mort du roi Håkon III car les Bagler opposent à son jeune successeur Guttorm Sigurdsson leur candidat Erling Steinvegg, « 2e roi des Baglers », et s’appuyant sur Valdemar II de Danemark ils envahissent la Norvège. Ils surprennent Nidaros, d’où le nouveau roi Inge II de Norvège s’échappe avec peine (1206), mais ils sont vaincus peu après par le Jarl Håkon Galin à Bergen.
Après la mort d’Erling Steinvegg ils élisent comme « 3e roi des Baglers » en 1207 Philippe Simonsson, le propre neveu de l’évêque Nicolas. Toutefois, les  deux partis épuisés concluent un accord à Hvitingsoe en 1208, par lequel Philippe obtient la main de Christine Sverresdatter, une fille du roi Sverre, et la partie sud-est de la Norvège à titre de vassal du roi Inge II.
Après la mort d’Inge II, Philippe Ier de Norvège, qui se considère comme un souverain à part entière, envisage de partager le pays avec le Jarl Skúli Bárdarson, mais il meurt lui-même en juillet 1217. Les Bagler, en paix depuis 10 ans, ne s’opposent par au nouveau roi Håkon IV de Norvège et s’unissent même aux « Birkebeiner » contre la nouvelle faction des « Slittungs » (1218). Ils cessent désormais de former un parti.

## Sources
- (en) Knut Gjerset, History of the Norwegian People, vol. I & II, U.K, Kessinger Publishing (réédition), 2007 (1915), 568 p. (ISBN 978 1432632380), p. 397,408-410.
- Karl Jónsson (traduite, annotée et présentée par Torfil H. Tulinius), La Saga de Sverrir, roi de Norvège, Paris, Les Belles Lettres, 2010, 334 p. (ISBN 978-2251-07114-5).